# Östra Kallfors
Östra Kallfors is een plaats (tätort) in de gemeente Södertälje in het landschap Södermanland en de provincie Stockholms län in Zweden. De plaats heeft 386 inwoners (2010) en een oppervlakte van 34,5 hectare. De plaats ligt 1,5 kilometer noordelijk van Järna en is pas sinds 2000 opgekomen als woonplaats.